# Philip Reese Uhler
Philip Reese Uhler, född den 3 juni 1835 i Baltimore, död den 21 oktober 1913 i Baltimore, var en amerikansk bibliotekarie och entomolog som var specialiserad på halvvingar, där han ansågs vara Amerikas mest framstående expert. 
Auktorsnamnet Uhler kan användas för Philip Reese Uhler i samband med ett vetenskapligt namn inom zoologin; se Wikipedia-artiklar som länkar till auktorsnamnet.